# HOXD13
A proteína homeobox Hox-D13 é uma proteína que em humanos é codificada pelo gene HOXD13. Este gene pertence à família dos genes homeobox. Os genes homeobox codificam uma família altamente conservada de fatores de transcrição que desempenham um papel importante na morfogênese em todos os organismos multicelulares.